# 村田屋市五郎
村田屋 市五郎（むらたや いちごろう、生没年不詳）とは江戸時代の江戸の地本問屋。

## 来歴
村市と号す。幕末天保から嘉永年間に江戸の日本橋中橋松川町、嘉永期に檜物町2丁目茂兵衛店において地本問屋を営業している。地本草紙問屋仮組（新組）の一軒であった。歌川広重、3代目歌川豊国、歌川国芳の錦絵を出版している。

## 作品
- 歌川広重 「あふみ八景」 中判 錦絵8枚揃 嘉永ころ
- 歌川広重 「江の嶋詣岩屋之図」 大判3枚続 錦絵 弘化
- 歌川広重 「五十三次（人物東海道）」 中判 錦絵56枚揃 嘉永末
- 3代目歌川豊国 「お俊伝兵衛」
- 歌川国芳 「風流名頭字尽」 大判 錦絵揃物 弘化ころ
- 歌川国芳 「東都富士見三十六景」 横大判 錦絵揃物